# Gmina Czernikowo
Die Gmina Czernikowo ist eine Landgemeinde im Powiat Toruński der Woiwodschaft Kujawien-Pommern in Polen. Ihr Sitz ist das gleichnamige Dorf (deutsch Czernikowo) mit etwa 2700 Einwohnern. 

## Gliederung
Zur Landgemeinde Czernikowo gehören 17 Dörfer (deutsche Namen bis 1945) mit einem Schulzenamt:
| - Czernikowo (Czernikowo, 1942–1945 Schwarzendorf) - Czernikówko (Czernikowko, 1942–1945 Schwarzenhof) - Jackowo (1942–1945 Schönwald) - Kiełpiny (1942–1945 Kelpin) - Kijaszkowo (1942–1945 Krughof) - Liciszewy (1942–1945 Lietzengrund) - Makowiska (1942–1945 Wolschebuden) - Mazowsze (1942–1945 Massau) - Mazowsze-Parcele | - Osówka (Ossowka, 1942–1945 Espe) - Pokrzywno (1942–1945 Engelsburg) - Skwirynowo - Steklin - Steklinek (1942–1945 Steckelhof) - Witowąż - Wygoda (Wygoda, 1942–1945 Wieghold) - Zimny Zdrój (1940–1942 Sonsieczno, 1942–1945 Düsterhau) |

Weitere Ortschaften der Gemeinde sind:
| - Bernardowo (1942–1945 Bernhardshof) - Dąbrówka - Jaźwiny (1942–1945 Jasswein) - Kijaszkówiec (1942–1945 Krugland) - Łazy (1942–1945 Lasen) - Nowogródek (1942–1945 Weichselgard) - Ograszka (1942–1945 Graßhof) | - Osówka-Kolonia - Piaski (1942–1945 Ossensand) - Rozstrzały - Rudno (1942–1945 Ruden) - Stajęczyny - Steklin-Kolonia | - Szkleniec (1942–1945 Glashof) - Wieprzeniec (1942–1945 Keilerhof) - Włęcz (1942–1945 Lentzen) - Wylewy (1942–1945 Wielboden) - Zabłocie - Zieleńszczyzna |